# Violent Sky
Violent Sky — четвертий повноформатний альбом шведської співачки Лізи Місковскі, виданий у 2011 році шведським підрозділом лейблу Sony Music Entertainment. Запис та опрацювання матеріалу відбувалися у Högalid Studio та Decibel Studios, зведенням альбому займався Лассе Мортен. Продюсером релізу став Бйорн Іттлінг з інді-гурту Peter Bjorn and John. Альбом зайняв 4ту сходинку у топ-чарті Швеції.
Роботу над оформленням альбому проводила та ж команда, що працювала п'ятьма роками раніше над релізом «Changes»: дизайном займався Пер Вікгольм, фотографії належать Петеру Седерлінгу. Деякі знімки для буклету були виконані самою Лізою Місковскі.

## Список пісень
| #   | Назва                          | Тривалість |
| --- | ------------------------------ | ---------- |
| 1.  | «This Fire»                    | 3:28       |
| 2.  | «Got A Friend»                 | 3:43       |
| 3.  | «Lover»                        | 3:35       |
| 4.  | «Silver Shoes»                 | 5:44       |
| 5.  | «Some Of Us»                   | 4:08       |
| 6.  | «Call Me Anything But My Name» | 4:21       |
| 7.  | «Get It On»                    | 4:10       |
| 8.  | «Wise Guy 2010»                | 3:12       |
| 9.  | «Let Them Come»                | 3:37       |
| 10. | «A Little High»                | 4:56       |

| Додатковий трек | Додатковий трек                   | Додатковий трек |
| #               | Назва                             | Тривалість      |
| --------------- | --------------------------------- | --------------- |
| 11.             | «Got a Friend» (акустична версія) | 4:18            |

## Задіяні музиканти
- Ліза Місковскі — вокал, гітара
- Ноа Гест — бек-вокал
- Шеп — бек-вокал
- Бйорн Іттлінг — клавішні
- Ганс Стенлунд — ударні, перкусія
- Ларс Скуглунд — ударні, перкусія
- Лассе Мортен — ударні, перкусія